# Mowa nienawiści

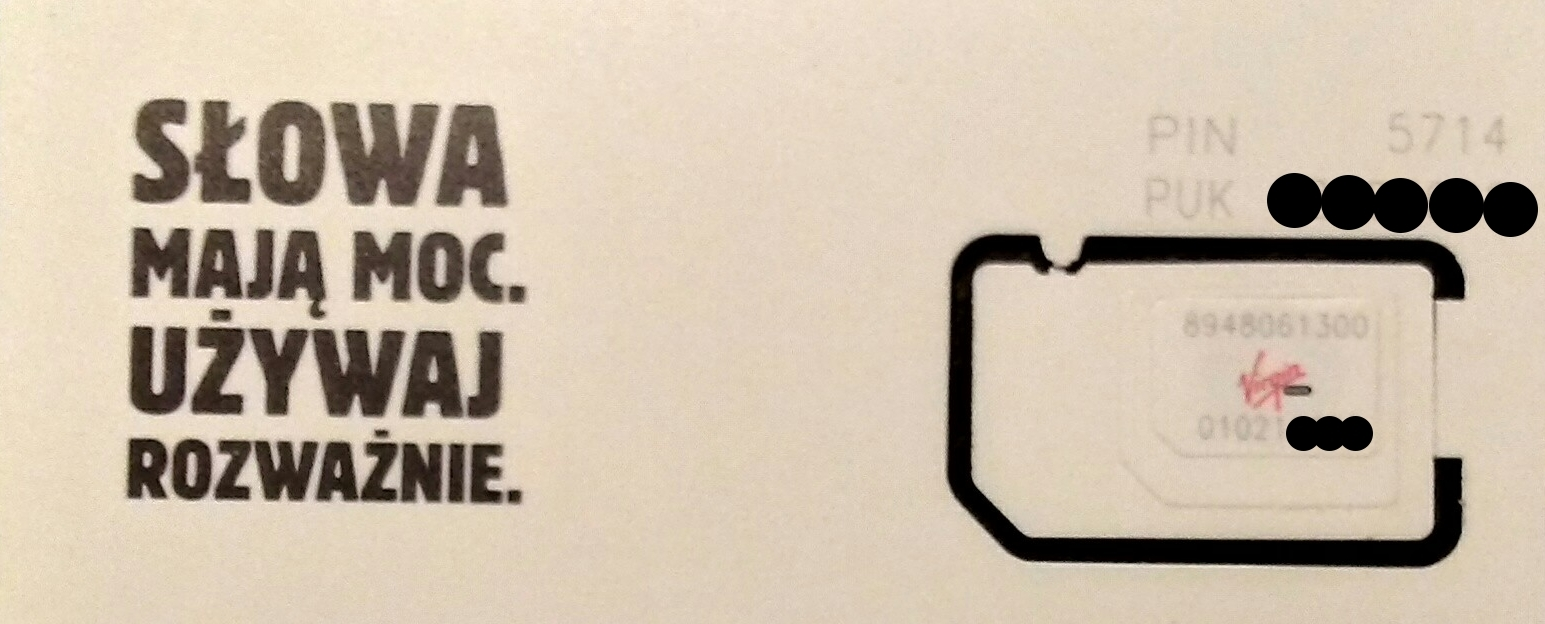
Karta SIM w Polsce z hasłem kampanii przeciwko mowie nienawiści „Słowa mają moc, używaj ich mądrze”

Mowa nienawiści (z ang. hate speech) – wypowiedź wyrażająca nienawiść głoszona na podstawie uprzedzeń o cechach takich jak: rasa (rasizm), pochodzenie etniczne (ksenofobia), narodowość (szowinizm), płeć (seksizm), tożsamość płciowa (transfobia), orientacja psychoseksualna (homofobia), wiek (ageizm, adultyzm), światopogląd religijny (antysemityzm, chrystianofobia, islamofobia).
Rada Europy definiuje to pojęcie jako „wszystkie formy ekspresji, które rozpowszechniają, podżegają, wspierają lub usprawiedliwiają nienawiść rasową, religijną, ksenofobię, antysemityzm lub inne formy nienawiści wynikające z nietolerancji, łącznie z nietolerancją wyrażoną za pomocą agresywnego nacjonalizmu i etnocentryzmu, dyskryminacją i wrogością wobec przedstawicieli mniejszości, imigrantów i osób obcego pochodzenia”.

## Aspekty prawne w Polsce
Mowa nienawiści była typizowana już w ustawodawstwie państw zaborczych, na przykład w austriackiej „Ustawie prasowej” z 1862 r. oraz „Ustawie karnej” z 1852 r. która w §300 mówiła o „podburzaniu do nienawiści i pogardy przeciw władzom”. Paragraf ten był wykorzystywany bez zmian w Krakowie oficjalnie do roku 1927, a w praktyce do 1932 r., głównie do zwalczania przeciwników politycznych.
W żadnym z przepisów obowiązujących obecnie w Polsce nie została zawarta definicja mowy nienawiści, zaś samo określenie „nawoływania do nienawiści”  budzi poważne wątpliwości prawne co do jego precyzji a jego niejasność była wielokrotnie krytykowana przez Sąd Najwyższy. Art. 256 Kodeksu karnego penalizuje znieważanie lub nawoływanie do nienawiści na tle narodowościowym, rasowym, etnicznym lub wyznaniowym. Nie ma w Polsce przepisu szczególnego prawa karnego chroniącego wprost osoby przed prześladowaniem z powodu orientacji psychoseksualnej lub tożsamości płciowej. Według Ewy Łętowskiej mowę nienawiści należy rozgraniczyć od podobnych przestępstw, takich jak pochwała wojny napastniczej, znieważenie narodu, znieważenie Prezydenta RP, znieważenie flagi, obraza uczuć religijnych, pochwała pedofilii, pomówienie czy zaprzeczanie zbrodniom komunistycznym lub nazistowskim.
Art. 18 Ustawy o radiofonii i telewizji z 29 grudnia 1992 dotyczy zakazu propagowania przez audycje działań, postaw i poglądów dyskryminujących ze względu na płeć, rasę lub narodowość. Znajduje się tam także przepis, nakazujący poszanowanie przekonań religijnych odbiorców, w szczególności chrześcijańskiego systemu wartości. 

### Konstytucja
Art. 54 Konstytucji Rzeczypospolitej Polskiej z dnia 2 kwietnia 1997 r. ochrania wolność słowa. W art. 13 Konstytucja zakazuje istnienia partii politycznych oraz innych organizacji, których program jest oparty o metody totalitarne, praktyki działania nazizmu, komunizmu i faszyzmu oraz tych, których program zakłada lub dopuszcza nienawiść rasową i narodowościową. Art. 35 zapewnia ochronę praw mniejszości narodowych i etnicznych.

## Konsekwencje
Według licznych badań naukowych mowa nienawiści prowadzi do wzrostu uprzedzeń wobec grup, których dotyczy. Członkowie tych grup są mniej akceptowani np. jako współpracownicy czy sąsiedzi. Inną konsekwencją mowy nienawiści jest wzmocnienie tendencji do izolowania lub wykluczania adresatów. Zetknięcie z mową nienawiści prowadzi u jej adresatów do wywołania odczuć zawstydzania, poniżania, złości, silnego stresu a nawet, wg niektórych badań, do wzrostu ilości samobójstw w danej grupie.

## Kontrowersje

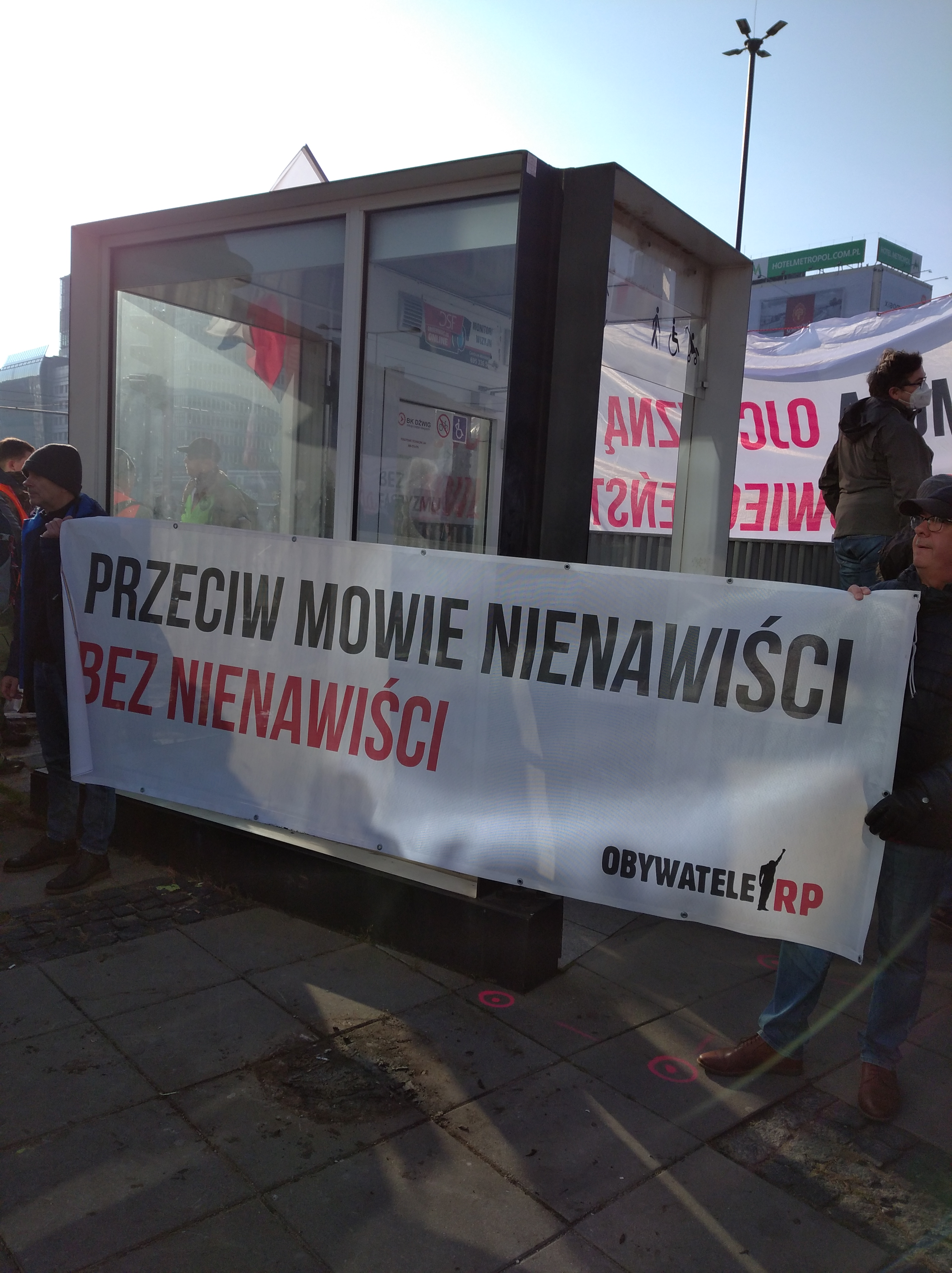
Transparent Obywateli RP na demonstracji "Naszą ojczyzną jest człowieczeństwo" w centrum Warszawy, 11 listopada 2021.

Debata na temat mowy nienawiści obejmuje kwestie związane z konfliktem między dwiema wartościami: wolnością słowa i dobrami osobistymi jednostki. Zwolennicy poglądu, iż wolność słowa stanowi wartość najwyższą, niekiedy krytykują samo określenie „mowa nienawiści”, obawiając się, iż może ono stanowić zamaskowaną chęć usunięcia opinii propagujących nienawiść poza nawias debaty publicznej, co oceniane jest przez nich jako nieprawidłowe. W badaniu CBOS z 2007 roku 16% respondentów jako najbliższą swojej wybrało opinie, że Wolność słowa gwarantuje możliwość swobodnego wypowiadania opinii, nawet jeśli te opinie są odczuwane przez pewne osoby lub grupy jako obraźliwe, wyszydzające lub krzywdzące, podczas gdy większość (73%) nie podzielała tego poglądu.
Do często stawianych w debacie podstawowych pytań należą:
- czy mowa nienawiści to wyrażanie osobistych opinii, czy narzędzie podsycania nienawiści?
- czy wyrażanie każdej, nawet skrajnej opinii jest dobre dla debaty publicznej?

Określenie „mowa nienawiści” bywa również krytykowane za brak precyzji. Zdaniem krytyków trudno jest ustalić granicę między krytyką zachowań reprezentowanych przez pewną grupę osób a nawoływaniem do nienawiści. Niektórym osobom stosującym termin „mowa nienawiści” stawia się zarzut, iż pojęcie to stosują głównie opisując działania jednej opcji politycznej (zazwyczaj prawicowej i tradycjonalistycznej, która w sposób wulgarny obraża mniejszości seksualne, ideologiczne i o innej narodowości), nie zwracając jednocześnie uwagi na stosowanie języka odpowiadającego definicji mowy nienawiści przez inną opcję polityczną (przeważnie lewicową). 
W praktyce ściganie różnych form podżegania do przemocy natrafia na liczne przeszkody wynikające z globalnego charakteru sieci Internet. Na przykład dwie skrajne, wzajemnie zwalczające się ugrupowania Redwatch i Antifa umieszczały w sieci listy odpowiednio „wrogów narodu” i „faszystów”. Osoby tam wymienione składały doniesienia o popełnieniu przestępstwa, które zostały jednak umorzone, ponieważ listy były publikowane z terytorium Stanów Zjednoczonych, które w obu przypadkach odmówiły pomocy prawnej.